# Skolimów-Konstancin (gmina)
Skolimów-Konstancin (od 1952 miasto Skolimów-Konstancin) – dawna gmina wiejska istniejąca w latach 1924–1952 w Warszawskiem. Siedzibą władz gminy była wieś Skolimów.

## Historia
Gminę Skolimów-Konstancin utworzono 1 stycznia 1924 w powiecie warszawskim w woj. warszawskim z części obszaru gmin Nowo-Iwiczna (osada-uzdrowisko Skolimów-Chylice) i Jeziorna (osada-uzdrowisko Konstancin wraz z Konstancinkiem).
20 października 1933 gminę podzielono na pięć gromad: Chylice, Jeziorna Oborska, Konstancin, Skolimów i Królewska Góra.
Po wojnie gmina zachowała przynależność administracyjną do powiatu warszawskiego w województwie warszawskim.
Jako gmina wiejska jednostka przestała istnieć z dniem 1 lipca 1952 w związku z nadaniem jej praw miejskich i przekształceniu w gminę miejską. Jednocześnie nowe miasto Skolimów-Konstancin weszło w skład nowo utworzonego powiatu piaseczyńskiego.
W 1973 po reaktywacji gmin została połączona wraz z gminą Jeziorna w nowy organizm administracyjny, Gmina Konstancin-Jeziorna.